# Йошкар-Ола
Йошкáр-Олá (рос. Йошкáр-Олá, від марій. йошкар — «червоний» і ола — «місто», застаріла назва марій. «Чарла», «Цар-Ола», рос. «Царевококшайск», до 1919 року, «Краснококшайск», 1919–1927) — столиця Республіки Марій Ел, адміністративний центр Йошкар-Олинського міського округу, місто в центрі Волго-Вятського регіону Росії, засноване в 1584 році. Населення (2008 рік) — 260,4 тис. мешканців. Місто розташоване на березі річки Мала Кокшага (ліва притока Волги).

## Населення
| 1859     | 1897     | 1913     | 1926     | 1931     | 1939     | 1959     |
| -------- | -------- | -------- | -------- | -------- | -------- | -------- |
| 1172     | ↗1700    | ↗2500    | ↗4300    | ↗7600    | ↗27 200  | ↗88 744  |
| 1962     | 1967     | 1970     | 1973     | 1975     | 1976     | 1979     |
| ↗110 000 | ↗137 000 | ↗166 073 | ↗188 000 | ↗191 000 | →191 000 | ↗201 371 |
| 1982     | 1985     | 1986     | 1987     | 1989     | 1990     | 1991     |
| ↗219 000 | ↗228 000 | →228 000 | ↗243 000 | ↘242 000 | ↗245 000 | ↗248 000 |
| 1992     | 1993     | 1994     | 1995     | 1996     | 1997     | 1998     |
| ↗249 000 | ↘248 000 | →248 000 | ↗251 000 | →251 000 | →251 000 | →251 000 |
| 1999     | 2000     | 2001     | 2002     | 2003     | 2004     | 2005     |
| ↘249 800 | ↘249 200 | ↘248 500 | ↗256 719 | ↘256 700 | ↘255 500 | ↘253 400 |
| 2006     | 2007     | 2008     | 2009     | 2010     | 2011     | 2012     |
| ↘251 400 | ↘249 769 | ↘248 654 | ↗248 669 | ↗248 782 | ↘248 704 | ↗252 935 |
| 2013     | 2014     | 2015     | 2016     | 2017     |          |          |
| ↗257 015 | ↗260 352 | ↗263 190 | ↗265 044 | ↗266 675 |          |          |

## Відомі люди
Народилися:
- Андрій Аверков (1974) — російський актор театру та кіно. У 2001—2011 рр. працював у Санкт-петербурзькому академічному театрі комедії ім. М. П. Акимова. Станом на початок 2023 р. знявся у 105-ти кіно- і телефільмах.

Померли:
- Шулдир Васлі (1953—2010) — марійський поет, письменник, радіожурналіст.